# Mortal Kombat 11
Mortal Kombat 11 est un jeu vidéo de combat développé par NetherRealm Studios et édité par Warner Bros. Interactive Entertainment. Il s’agit du onzième volet de la série Mortal Kombat et de la suite de Mortal Kombat X.
Le jeu est sorti le 23 avril 2019 sur sur PlayStation 4, Xbox One et PC. Il sort le 9 mai sur Nintendo Switch. Une version complète intitulée Mortal Kombat 11 Ultimate est sortie le 17 novembre 2020 sur PlayStation 5 et Xbox Series.
Le jeu débute alors que Kronika, gardienne du Temps et du Destin, mêle passé et futur afin de rétablir l'équilibre que Dark Raiden a chamboulé, ce dernier étant corrompu malgré lui à la suite des événements du précédent opus. Ainsi se retrouveront ou se combattront les champions du passé et du futur, tandis que le Raiden du passé tente de percer à jour les véritables motivations de Kronika.

## Résumé
Après la défaite de Shinnok par Cassie Cage, Raiden, désormais corrompu, prévoit de protéger Le Royaume Terre en détruisant tous ses ennemis de toutes les manières possibles. Raiden décapite Shinnok, ce qui déclenche le projet de réinitialisation de l'histoire par Kronika, gardienne du temps et mère de Shinnok, afin d'arrêter l'ingérence de Raiden. Une équipe de frappe des forces spéciales dirigée par Sonya Blade, sa fille Cassie et Jacqui Briggs attaque la cathédrale principale du royaume Nether. Raiden leur fournit une diversion, et l'équipe réussit à détruire la base au prix de la vie de Sonya. Kronika crée une alliance avec Liu Kang  et Kitana avant de provoquer des anomalies temporelles.
Kotal Kahn, l'actuel empereur de l'Outre-Monde, tente d'exécuter le Kollector, mais est interrompu par les anomalies temporelles de Kronika. Shao Kahn, Skarlet, Baraka et les versions plus jeunes de Kano, Erron Black, Jade, Raiden, Kitana, Liu Kang, Johnny Cage, Sonya, Jax, Scorpion et Kung Lao apparaissent sur une autre ligne du temps. La bataille dans l'arène de Kotal se termine lorsque D'Vorah transporte Baraka, Skarlet, Black, Shao Kahn et Kano dans sa ruche, les recrutant dans le giron de Kronika.
Dark Raiden est effacé de son existence, laissant l'amulette de Shinnok derrière lui et étant remplacé par le Raiden du passé. Liu Kang, Kung Lao et Raiden se présentent à la base après avoir noué une alliance avec Kotal Kahn. Ils apprennent qu'il existe un signal d'énergie dans le cadre de la Wu Shi Academy. L'enquête de Liu Kang et Kung Lao mène à une bataille contre le bras droit de Kronika, Geras, et s'achève lorsque celui-ci s'évade, en contrôlant le temps lui-même, avec de puissantes capsules contenant l'énergie du Royaume Terre.
Les forces spéciales apprennent que Sektor est en train de créer une cyber-armée pour Kronika. Sub-Zero et Hanzo Hasashi (anciennement Scorpion) sont envoyés sur les lieux. Avec l'aide de Cyrax, ils interrompent la cyber-initiative, forçant Geras et les deux versions de Kano à faire revivre Sektor et à reconstruire l'armée cybernétique.
Raiden consulte les Dieux Anciens en espérant trouver de l'aide. Ils refusent de l'aider, mais Cetrion, la fille de Kronika, lui donne quelques astuces pour la vaincre. Kronika recrute le Jax actuel à ses côtés. Kotal Kahn et Jade se rendent dans un camp de Tarkatan afin de les éloigner de Shao Kahn, pour être capturés.
La base des forces spéciales est détruite par les Black Dragons et les Cyber Lin-Kuei. Les versions plus jeunes de Johnny Cage et Sonya sont capturées. Cassie décide donc de monter une équipe afin de sauver ses parents, et Sonya tue la version plus jeune de Kano pour effacer son existence. Pendant ce temps, Kitana, Liu Kang et Kung Lao du passé tentent de convaincre Baraka dans le but de nouer une alliance avec les Tarkatans puis les Shokans, via leur reine Sheeva. Avec leur aide, Kitana achève Shao Kahn, unissant les factions de l’Outre-Monde et héritant du trône de Kotal par ce dernier, devenant ainsi «Kitana Kahn».
Raiden envoie Jax et Jacqui chercher la couronne de Kronika puisant les âmes prisonnières sur l'île de Shang Tsung, mais ces derniers sont stoppés par Cetrion et le Jax actuel.
Hasashi est chargé de rallier Kharon, la personne qui envoie les âmes déchues dans le royaume Nether, à la cause de Raiden afin de vaincre Kronika. Hasashi se bat contre sa version plus jeune, Scorpion, et le persuade d’abandonner sa vengeance comme il l’a fait. Juste après l'acceptation de ce dernier, D'Vorah empoisonne Hanzo. Alors qu'il est en train de mourir, il dit à Scorpion d'aller chercher Kharon. Scorpion revient dans le jardin de feu et est attaqué par Raiden qui suppose que Scorpion n’a pas changé. Raiden, sur le point de redevenir corrompu, a recours à l'amulette de Shinnok, ce qui fait que Liu Kang et lui s'affrontent. Raiden s'arrête après s'être rendu compte que ses combats avec Liu Kang dans différents Continuums faisaient partie des machinations de Kronika. Sachant que Raiden entrevoit les ficelles, Kronika kidnappe Liu Kang. Avec l’aide de Kharon, Raiden, Scorpion, Sub-Zero, Cassie, Jacqui, Kitana, Sheeva, Jade et Baraka voguent à travers la Mer de Sang pour attaquer le donjon de Kronika. Raiden vainc Geras et celui-ci parvient à le jeter à la Mer de Sang, enchaîné à une ancre, celle-ci ne possédant pas de fond. Frost est vaincue et court-circuitée, ce qui désactive le Cyber initiative Lin-Kuei.
Kronika envoie le revenant Liu Kang, qui a entretemps absorbé l'âme de sa version du passé, attaquer Raiden. A ce moment, celui-ci fusionne son âme à celle des deux Liu Kang et transforme ce dernier en Dieu du feu et de la foudre. Les héros pénètrent le donjon, mais Kronika restaure l'histoire à ses débuts, à l'exception du dieu du feu Liu Kang, protégé par les pouvoirs de Raiden. L'histoire se termine par la mort de Kronika tuée par Liu Kang. Raiden, désormais devenu mortel, lui annonce qu'il doit choisir un partenaire pour façonner la nouvelle ère. Le nouveau Gardien du Temps aura le choix entre Raiden et Kitana pour le conseiller.

### Résumé du DLC "Aftermath"
Liu Kang, Dieu du Feu et récemment Gardien du Temps, a décidé de choisir Raiden comme conseiller afin de bâtir le Nouvel Âge qu'il souhaite pour ses amis et aînés. Mais ils sont interrompus par une voix qui leur somme d’arrêter car ils sont en train de "tous les condamner". C'est avec étonnement que Liu Kang et Raiden voient surgir d'un portail trois individus: Fujin, Dieu du Vent et également le frère de Raiden, ainsi que Nightwolf, protecteur de la tribu Matoka, qui accompagnent le sorcier Shang Tsung, visiblement très âgé. Raiden ne voit pas cette alliance d'un très bon œil, connaissant la réputation de Shang Tsung à conspirer et à manipuler son entourage.
Ces trois personnages étaient dans le Néant, libérés par la mort de Kronika, et ont vu les événements de l'histoire principal. Fujin et Nightwolf ne sont pas corrompus par la magie de Shang Tsung, et certifient que leur enfermement dans le Néant est la preuve qu'ils ont refusé de servir Kronika. Ils sont tous trois d'accord sur le fait que sans la couronne de Kronika, aucun Nouvel Âge ne sera possible, et le Sablier du Temps se brisera. La seule solution pour Shang Tsung, ayant "conspiré auprès de Kronika" et, par conséquent, connaissant tous ses secrets, est de récupérer la couronne dans leur passé, lors de l'affrontement entre l'armée unie de Kitana et Shao Kahn. Raiden et Shang Tsung s'accordent sur une chose : ceci est une alliance temporaire car ce dernier ne souhaite que se venger de Kronika. Fujin est pris à part par Liu Kang, loin de Shang Tsung, qui lui confie quelque chose dont personne, pas même Nightwolf, doit être au courant. Ainsi commence la mission de l’interception de la couronne: Shang Tsung est envoyé dans le passé avec l'aide de et sous la surveillance de Fujin et Nightwolf, pendant que Liu Kang et Raiden restent auprès du Sablier du Temps.
Les trois exilés du Néant se retrouvent en plein milieu du combat entre l'armée de Kitana et Shao Kahn, mais se faufilent afin de se mettre en route pour l'île de Shang Tsung. Ce dernier, d'un naturel prudent, veut dans leur camp une alliée capable de faire face à Cetrion, et qui ne fait pas partie des évènements de l'histoire principal. Cette alliée, selon lui, peut être libérée de son ensorcèlement par Shao Kahn et Quan Chi lors des précédents opus, et son nom est Sindel. Pour cela, ils auront besoin d'une dose du Jinsei du Royaume Terre, et de l'aide de la Chambre des Âmes de l'Outworld.
Fujin, Nightwolf et Shang Tsung, après avoir pu récupérer une dose du Jinsei dans le temple de l’académie Wu Shi, se dirigent vers le Netherrealm pour trouver Sindel. Une fois tous les éléments à leur disposition, Fujin et Shang Tsung se mettent à dissiper tous les ensorcèlements utilisés sur Sindel. Après avoir pu libérer Sindel, Fujin demande à cette dernière de venir avec Nightwolf, Shang Tsung et lui sur l’île de ce dernier afin de pouvoir accomplir leur mission qui est de récupérer la couronne de Kronika. Mais les événements sont les mêmes que ceux de l'histoire principal : le revenant Kabal, le retraité Jackson "Jax" Briggs, qui rejoindra la cause de Fujin, et la Déesse Ancienne Cetrion veillent sur cette couronne, à la seule différence qu'ils sont vaincus par le groupe d'exilés. Ces derniers se donneront rendez-vous pour l'assaut sur le Sablier du Temps, mais seuls Fujin et Shang Tsung iront aux Jardins de Feu des Shirai Ryu pour confier la couronne à Raiden. À cet instant, personne ni même Shang Tsung ne peut prévoir ce qui pourra se passer.
Scorpion venait d'arriver de la part de Hanzo Hasashi pour confirmer l'aide de Kharon, mais au même instant, alors que Sub Zero doute de Scorpion, Shang Tsung et Fujin arrivent aux Jardins de Feu. Sub Zero accepte de croire Scorpion à condition que ce dernier l'aide à mettre Shang Tsung à terre, et Scorpion accepte avec plaisir, ne voulant pas que ce sorcier souille son domaine de sa présence. Mais ils seront vaincus, puis rejoints par le mortel Liu Kang et le Dieu de la Foudre Raiden. Fujin et Shang Tsung expliquent tous les événements qui les mènent à les confier la couronne, mais Raiden est lentement corrompu par l'amulette de Shinnok, qui refuse d'entendre les explications de Fujin, qu'il pense trompé par le sorcier. Liu Kang implore Raiden de les écouter et de retrouver la raison, mais ce dernier devient enragé.
Après avoir été vaincu par Fujin, Raiden comprend que l'amulette ne lui apporte rien de bon, et décide d’écouter. Tous les alliés présents savent désormais les événements de l'histoire principal, mais Kronika les interrompt. Elle met en garde Raiden et Fujin de la menace que représente le sorcier, car la couronne de Kronika est en realité celle de Shang Tsung. Mais les Dieux du Vent et de la Foudre assurent ne pas laisser ce dernier gagner, tout en ne la donnant pas gain de cause pour autant. Avec une attaque coordonnée aidée par Shang Tsung, Kronika est repoussée temporairement, et le créateur de la couronne va expliquer son fonctionnement aux deux Dieux.
Tout cela n’empêchera pas son penchant à conspirer dans leur dos avec Sindel, qui renie sa fille malgré l'absence d’ensorcellement. En réalité, elle ne s’est jamais donnée la mort ni jamais aimé son défunt mari Jerrod; elle aime Shao depuis le jour où il a envahi Edenia. Après l'avoir libéré de sa prison et trahi Sheeva, Sindel retourne les Shokans contre les alliés du Royaume Terre, qui sont défaits un par un. Devant ces défaites, l’armée de l'Outworld, qui avaient vu Kitana Kahn perdre devant leurs yeux, désigne désormais Shao comme étant de nouveau Kahn.
Pendant ce temps, les armées alliés accompagnés par Raiden, Fujin, Shang Tsung, Jax et Nightwolf ont réussi à atteindre l’île de Kronika et tentent de créer une ouverture pour atteindre le Sablier. Mais ils apprennent que l'Outworld se retourne contre eux, et Raiden demande à Fujin la couronne pour l'utiliser et repousser les forces de Shao Kahn. Cependant un deuxième Raiden scande qu'il savait qu'il mentait et l'appelle "sorcier". C'est trop tard qu'ils comprennent que Shang Tsung s'est accaparé la couronne avec beaucoup de joie.
Le sorcier, retrouvant sa jeunesse, devient l’égal de Kronika et défait sans peine Raiden, Fujin et Nightwolf, dont il aspire leurs âmes. Il guide ensuite Shao Kahn et Sindel vers le Sablier du Temps. Ces derniers réussissent à affaiblir Kronika et ses alliés mais seront trahis par Shang Tsung, qui absorbe leurs âmes. Il ne reste plus que Kronika, qui se verra aussi absorber son âme. Devenant le Gardien du Temps, il se met à imaginer son Nouvel Âge mais sera sommé par une voix d’arrêter car il est en train de "tous les condamner". Liu Kang, Dieu du Feu, a tout anticipé, même le fait que Shang Tsung a tout prévu depuis le début. Un duel aura lieu entre ces deux Gardiens du Temps, et le choix du vainqueur déterminera le Nouvel Âge.
Choisir Shang Tsung mènera à un Nouvel Âge où il conquerra toutes les dimensions. Les kombattants deviendront ses "sbires", et tout ce qu'il verra de ses yeux seront à lui.
Choisir Liu Kang mènera à un Nouvel Âge ressemblant à ce qu'il connaît, mais plus paisible. Il choisira un champion du nom de Kung Lao et l’entraînera pour un tournoi: le Mortal Kombat.

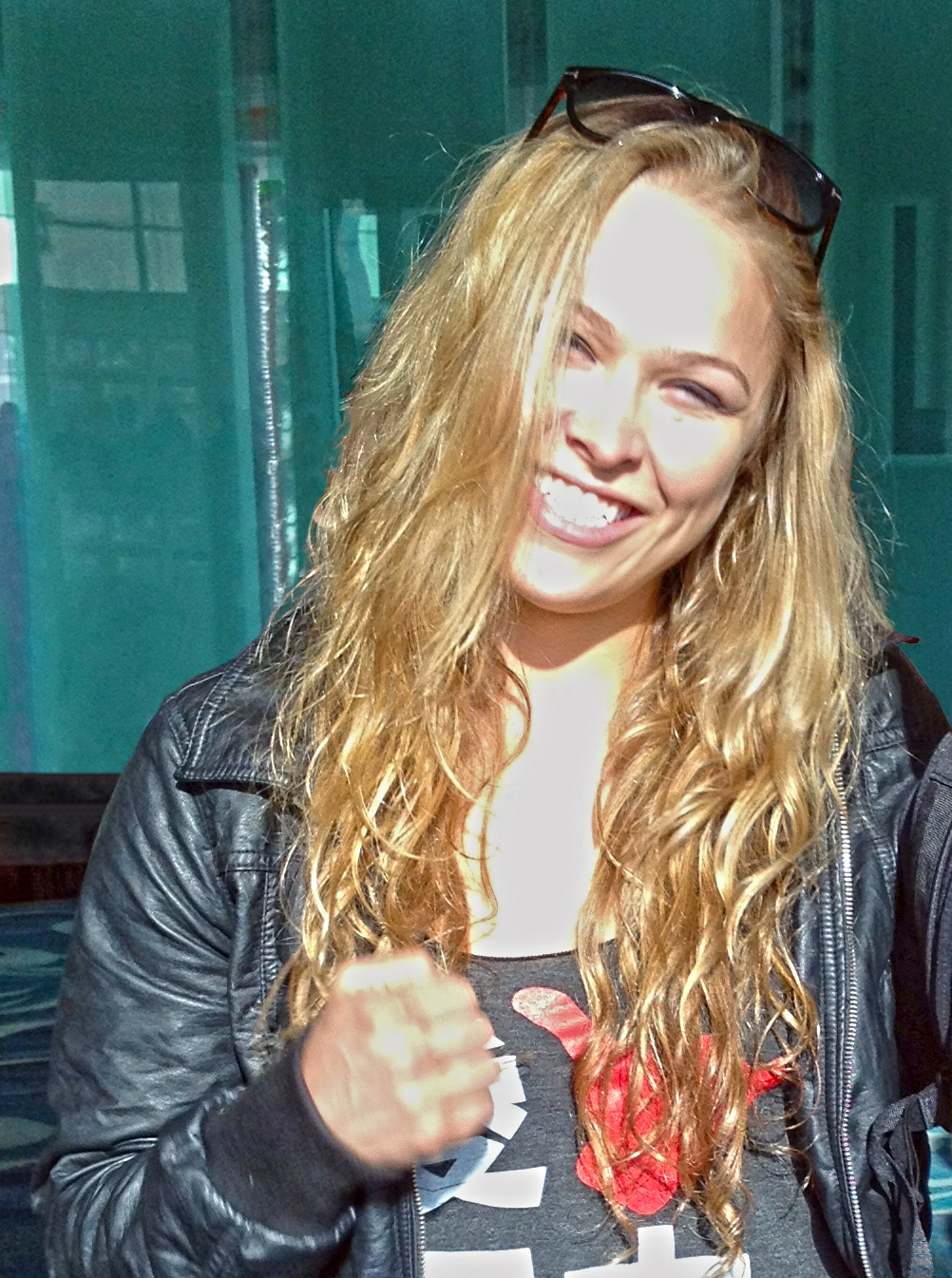
C'est la judoka et catcheuse Ronda Rousey qui prête sa voix à Sonya Blade dans ce volet.

## Personnages

### Jeu de base
Le jeu de base comprend les personnages déjà apparus suivants : Baraka (Steven Blum), Cassie Cage (Erica Lindbeck (en)), D'Vorah (Kelly Hu), Erron Black (Troy Baker), Frost (Sara Cravens), Jacqui Briggs (Megalyn Echikunwoke), Jade (Mela Lee), Jax Briggs (William Christopher Stephens), Johnny Cage (Andrew Bowen (en)), Kabal (Jonathan Cahill), Kano (JB Blanc), Kitana (Kari Wahlgren), Kotal Kahn (Phil LaMarr), Kung Lao (Sunil Malhotra), Liu Kang (Matthew Yang King (en)), Noob Saibot (Sean Chiplock (en)), Raiden (Richard Epcar), Scorpion (Ron Yuan (en)), Skarlet (Beata Pozniak), Sonya Blade (Ronda Rousey) et Sub-Zero (Steven Blum). Shao Kahn (Ike Amadi (en)) est disponible en précommandant le jeu.
Pour les nouveaux personnages, Kollector (Andrew Morgado (en)), Cetrion (Mary Elizabeth McGlynn) et  Geras (Dave B. Mitchell (en)) sont introduits dans la franchise.

### Packs et extension
| |  |  |
| Peter Weller (gauche), interprète de Alex Murphy / RoboCop et Sylvester Stallone (droite), interprète de John Rambo. |  |  |

Le Kombat Pack n°1 a notamment ajouté Spawn, personnage des comics de l'éditeur Image Comics créé par Todd McFarlane, le Joker, personnage des comics de l'éditeur DC Comics et Le T-800 des films Terminator. Keith David interprète une nouvelle fois Spawn 20 ans après la fin de la série d'animation Todd McFarlane's Spawn (1997-1999). Le Joker est interprété par Richard Epcar, qui l'interprète également dans Mortal Kombat vs. DC Universe (2008) et les jeux Injustice (2013-2017). Quant au T-800, s'il garde les traits d'Arnold Schwarzenegger, sa voix est celle du comédien Chris Cox (en) dans le jeu.

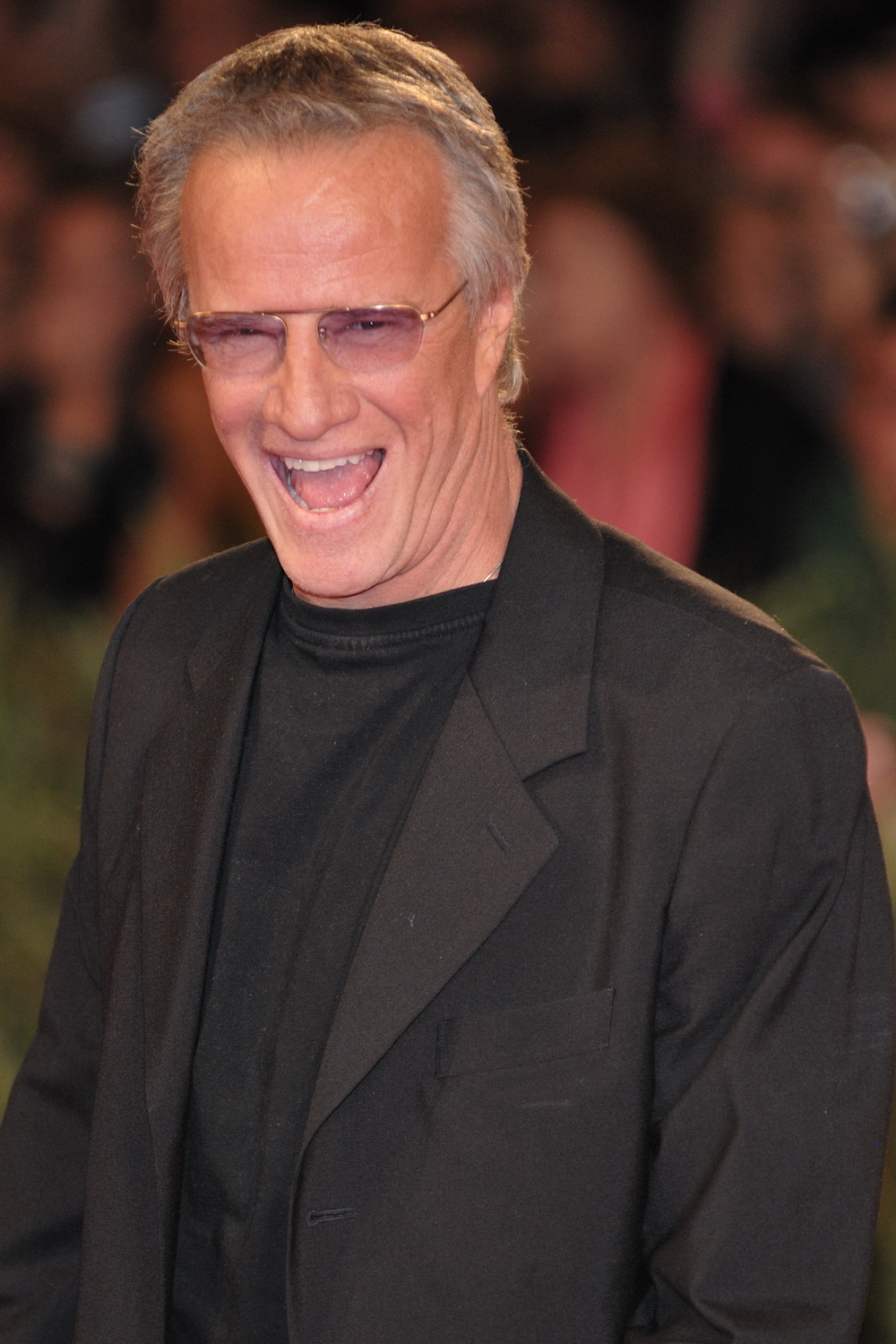
Le jeu marque le retour historique de Christophe Lambert, vingt-cinq après le premier film Mortal Kombat.

Le pack marque également le retour de Cary-Hiroyuki Tagawa qui reprend le rôle de Shang Tsung après le film Mortal Kombat de 1995 et la seconde saison de Mortal Kombat: Legacy en 2013. Le pack ajoute également Nightwolf  et  Sindel, respectivement joués par Daniela Luján[réf. nécessaire] et Mara Junot,.
Le pack Aftermath ajoute notamment le personnage de Alex Murphy / RoboCop, interprété par Peter Weller trente ans après le film RoboCop 2 sorti en 1990. Le pack ajoute également Fujin et Sheeva, respectivement joués par Matthew Yang King et Vanessa Marshall[réf. nécessaire].
Le Kombat Pack 2 ajoute notamment le personnage de John Rambo, joué une fois de plus par Sylvester Stallone qui tient le rôle dans les cinq films Rambo entre 1982 et 2019, soit trente-sept ans. Le pack ajoute également Mileena et Rain, respectivement joués par Kari Wahlgren et Dempsey Pappion[réf. nécessaire].
Sorti le 24 novembre 2020, le pack Klassic MK Movie comprend des nouvelle apparences pour Raiden, Johnny Cage et Sonya Blade, en utilisant la voix et l'apparence de Christophe Lambert, Linden Ashby et Bridgette Wilson, les interprètes des personnages dans le film Mortal Kombat de 1995.

## Système de jeu
Le jeu succède à Mortal Kombat X sorti en 2015 et reste sur un plan en 2D.
Le jeu possède un nouveau système de personnalisation des personnages, permettant aux joueurs de créer ses propres enchaînements de mouvements et de coups. Le producteur du jeu, Trevor Traub, ajoute que la personnalisation est globalement similaire à celle d'Injustice 2 mais qu'elle n'influera uniquement sur le visuel des personnages, et non sur les statistiques,. La personnalisation permettant d'augmenter les capacités des personnages, elle passe par la modification des coups ou encore par le temps de rétablissement.
Comme dans le précédent opus, chaque personnage possède ses propres variations, que le joueur choisit avant le combat. Ces variations retirent ou rajoutent des coups spéciaux particuliers au personnage, qui permettent à celui-ci d'être joué différemment.
Le jeu propose également plusieurs mises à morts en fin de match. On retrouve les célèbres Fatalities (2 par personnage ainsi qu'une Fatality de niveau), mais aussi les Brutalities (plus d'une dizaine par personnage). Le jeu inclut également une nouvelle façon de finir la match : si le joueur ayant gagné les deux rounds décide d'accorder une faveur à son adversaire, il réalise une Mercy, ce qui fait revivre son adversaire avec une faible jauge de santé, lui permettant ainsi de faire basculer le match. Le jeu marque également le retour des Friendships (1 par personnage).
Une nouvelle attaque est introduite : le Fatal Blow. Il s'agit d'une attaque très similaire aux attaques X-Ray présentes dans les deux précédents opus. Elle n'est, en revanche, utilisable qu'une seule fois par combat et elle ne peut être déclenchée que lorsque le personnage a atteint ses 30% de santé.
La jauge de puissance d'attaque a également changé : on ne retrouve plus trois barres de jauge mais deux. Une fois une barre utilisée, celle-ci se réinitialise seule en quelques secondes.
Enfin, les Coups Broyants (ou Krushing Blows, en anglais) sont introduits pour la première fois : il s'agit de coups améliorés réalisables à partir de certaines attaques chez les personnages, retirant une grande partie de santé. De plus, lorsqu'un Coup Broyant est déclenché, les dégâts infligés sont montrés à la manière d'un X-Ray : on nous présente l'effet des coups sur le squelette des victimes.

## Développement

### Jeu et personnages de base
Le jeu est officiellement dévoilé le 6 décembre 2018 lors de la cérémonie des Game Awards 2018.
Un teaser d'annonce est diffusé, où Raiden et Scorpion sont mis en avant dans un combat violent qui a lieu dans une nouvelle version d’un stage du premier jeu. La vidéo se conclut avec l'apparition d'une mystérieuse femme se tenant aux côtés d’un énorme sablier. Le teaser montre également la présence de Shao Kahn, disponible en précommande.
Le jeu est annoncé pour le 23 avril 2019 sur PlayStation 4 et Xbox One. Initialement prévue pour le 23 avril 2019 également, la version physique sur Nintendo Switch est finalement reportée au 10 mai 2019.
Lors de l'évènement organisé par la Warner et le studio NetherRealm Studios à Los Angeles le 17 janvier 2019, plusieurs personnages sont présentés, marquant le retour des personnages originaux du premier épisode, comprenant Scorpion, Raiden, Sub-Zero, Baraka et Sonya Blade,. Le titre présente également Skarlet, présente la première fois dans le reboot de la série. Deux nouveaux personnages sont également présentés, Kronika, Gardienne du temps, uniquement présente dans le mode Histoire, et Geras, un être capable de contrôler le sable et le temps.
Le 1er février 2019, NetherRealm annonce la présence de Kano pour la distribution des combattants. Le 5 février, lors du premier Kombat Kast organisé par NetherRealm, deux personnages sont annoncés, dont un issu de Mortal Kombat 3, Kabal et l'autre issu de Mortal Kombat X, D'Vorah. Le second Kombat Kast est diffusé le 14 février et présente Jade, sous l'apparence d'une revenante. Johnny Cage est dévoilé par IGN le 26 février par l'intermédiaire d'une bande annonce. Il est présenté le lendemain lors de la troisième émission Kombat Kast organisée par les développeurs du jeu. Un trailer du mode Histoire est mis en ligne le 5 mars, dévoilant ainsi 3 personnages : Cassie Cage, Jacqui Briggs et Erron Black. Le quatrième Kombat Kast a lieu le lendemain et présente un gameplay de Cassie et Kano. Le 20 mars, un gameplay des personnages de Jacqui Briggs et Kotal Kahn est présenté lors du Kombat Kast n°5. Le 22 mars, lors du C2E2 de Chicago, deux nouveaux personnages sont présentés : on retrouve Noob Saibot, suivi d'un court teaser offrant un gameplay, ainsi que Shang Tsung, qui est un personnage DLC. Le mini-jeu de la Krypte, présent dans les deux opus précédents, est annoncé en même temps que la révélation de Shang Tsung. Le Kombat Kast n°6 a lieu le 27 mars; trois personnages sont révélés : Liu Kang, Kung Lao et Jax.
Le 2 avril, un trailer présentant le personnage de Cetrion est mis en ligne. Le 5 avril, lors du Kombat Kast n°7, le personnage de Kollector est révélé via un trailer. Un gameplay intégral de Noob Saibot et Erron Black a complété l'émission. Le Kombat Kast n°8 a lieu le 12 avril et a été exclusivement dédié à des personnages féminins : la révélation de Kitana ainsi qu'un gameplay de D'Vorah ont été diffusés. Le 17 avril, un trailer présentant le personnage de Shao Kahn, DLC obtenu via la précommande du jeu, est révélé. Le dernier Kombat Kast a lieu le 22 avril. Il présente le dernier personnage du roster de base : Frost.

### Kombat Pack n°1
Dans la nuit du 31 mai au 1er juin, une bande annonce présentant un gameplay de Shang Tsung est mise en ligne. Les combattants du Kombat Pack sont également révélés : il s'agit de Nightwolf, Sindel, Spawn et de deux autres combattants invités. Le 10e Kombat Kast a lieu le 5 juin et présente un gameplay de Shang Tsung.
Le 19 juillet, un court teaser présentant une cinématique de Nightwolf est mis en ligne.
Le 1er août, après une annonce d'Ed Boon, une vidéo présentant un gameplay de Nightwolf est mise en ligne. Le Kombat Kast n°11 du 7 août présente un gameplay intégral de Nightwolf ainsi que quelques améliorations au niveau de certains personnages mais aussi au niveau du gameplay.
Le 21 août, la bande annonce du Kombat Pack est dévoilée : on y retrouve un aperçu de Shang Tsung, Nightwolf, Sindel, Spawn, ainsi que des deux personnages invités : le Joker et Terminator. La date de sortie de chaque personnage est également annoncée : Terminator sort le 8 octobre (à l'occasion de la sortie du film Terminator: Dark Fate), Sindel le 26 novembre, Joker le 28 janvier 2020 et Spawn le 17 mars.
Le 1er octobre, la bande annonce du gameplay de Terminator est postée en ligne. Quelques jours plus tard, le Kombat Kast n°12 est diffusé et présente le personnage en intégralité.
Le 14 novembre, c'est au tour du gameplay de Sindel d'être dévoilé. Le Kombat Kast n°13 a lieu dans la foulée.
Le 16 janvier 2020, la bande annonce présentant le personnage du Joker est postée en ligne. Le Kombat Kast n°14 a lieu quelques jours plus tard et présente le personnage dans son intégralité, ainsi que des skins en lien avec l'univers DC pour d'autres personnages.
Le 8 mars, à l'occasion du Final Kombat, la bande annonce du gameplay de Spawn est mise en ligne. Le Kombat Kast n°15, présentant le personnage, a lieu dans la foulée.

### Mortal Kombat 11: Aftermath
Le 6 mai 2020, NetherRealm Studios publie une vidéo présentant une extension du jeu intitulée "Aftermath". Cette bande annonce résume la trame de la suite du mode Histoire, tandis que 3 nouveaux personnages sont annoncés : il s'agit de Fujin, Sheeva et d'un autre personnage invité, RoboCop. De plus, de nouvelles arènes, de nouveaux skins, ainsi que les Stage Fatalities et les Friendships (tous deux présents dans différents volets antérieurs) sont ajoutés au contenu du jeu.
Le 13 mai, une bande annonce présentant le gameplay des trois nouveaux personnages est postée en ligne.
Le 20 mai, le Kombat Kast n°16 est diffusé et présente en détail le personnage de Fujin.
Le Kombat Kast n°17 a lieu le 25 mai et présente en intégralité les deux autres personnages de l'extension, Sheeva et RoboCop.
L'extension, disponible uniquement en version dématérialisée, sort le 26 mai 2020.

### Kombat Pack n°2
Le 8 octobre 2020, le Kombat Pack n°2 est annoncé avec, comme contenu, trois personnages supplémentaires : il s'agit de Rain, Mileena, ainsi que de John Rambo. La vidéo annoncé également la sortie du jeu sur PlayStation 5 ainsi que sur les Xbox Series. S'intitulant Mortal Kombat 11 Ultimate, la version du jeu comprend toutes les extensions disponibles depuis la sortie du jeu en 2019.
Le 15 octobre, une vidéo présentant un gameplay de Rain est publiée. Le Kombat Kast n°18 a lieu 5 jours plus tard.
Le 22 octobre, la vidéo de présentation de Rambo est publiée, tandis que le Kombat Kast n°19 présentant le personnage en détails a lieu le 28 octobre.
Le 5 novembre, la bande annonce présentant Mileena est mise en ligne. Le Kombat Kast n°20 a lieu le lendemain.
Le Kombat Pack n°2 est disponible le 17 novembre de la même année.

### Mortal Kombat 11 Ultimate
Le 8 octobre 2020, il est annoncé qu'une version du jeu comprenant toutes les extensions disponibles jusqu'à présent, à savoir le Kombat Pack n°1, l'extension Aftermath ainsi que le Kombat Pack n°2, sortirait sur Playstation 4, Playstation 5, ainsi que sur les Xbox One et Xbox Series.

## Suite
Le 18 mai 2023, NetherRealm Studios annonce Mortal Kombat 1, avec une date de sortie fixée le 19 septembre de la même année. Il s'agit d'un redémarrage de la série et est uniquement disponible sur PS5, Xbox Series, Nintendo Switch et PC.